# Rikki Wemega-Kwawu
Rikki Wemega-Kwawu, né le 3 février 1959 dans la ville de Sékondi, au Ghana, est un artiste ghanéen contemporain.

## Biographie

### Carrière
Peintre depuis 1981, il est en grande partie autodidacte, bien qu'il soit un ancien élève de l'école de peinture et de sculpture de Skowhegan, dans le Maine. Il participe à de nombreuses expositions collectives et ses œuvres sont présentés dans le monde entier dans des collections privées et publiques, comme  à l'artothèque néerlandaise.
Wemega-Kwawu se décrit comme « un peintre très éclectique, oscillant facilement entre les thèmes picturaux et abstraits, sans aucun scrupule ». Une déclaration écrite par l'artiste se trouvait sur l'ancien site internet d'African Encounters, ses représentants sur la côte ouest.
L'œuvre de Wemega-Kwawu se caractérise par une synthèse du passé et du présent. Il intègre une pléthore de symboles africains anciens dans ses peintures à grande échelle. Il déclare : « En m'inspirant d'une veine de l'iconographie religieuse africaine ancienne, je vise dans mon travail une expression symbolique d'un processus spirituel et d'une connaissance spirituelle pour retrouver le pouvoir perdu de l'art africain traditionnel ».
Il est également connu comme un « artiste conceptuel » et promeut l'utilisation de divers médias dans les arts visuels. Ses projets abordent notamment les effets de la mondialisation et de la diaspora africaine sur l'art africain.
Son tableau  Ashanti Saga a été présenté à l'exposition Artists Speak au musée de l'homme de San Diego, de mai 2007 au 28 février 2008.
Wemega-Kwawu écrit également sur la politique de dictature culturelle dans l'évaluation de l'art africain moderne .